# جوفان باوشيتش
جوفان باوشيتش (بالصربية: Јован Баошић، من مواليد 7 يوليو 1995) من الجبل الأسود، لعب كرة القدم كمدافع في الدوري المونتنيغري الممتاز.